# Sztafeta 4 × 1500 metrów
Sztafeta 4 × 1500 metrów – jedna z konkurencji lekkoatletycznych, najdłuższy bieg sztafetowy rozgrywany na stadionie.
Konkurencja ta rozgrywana jest rzadko i nie jest zaliczana do konkurencji olimpijskich. W 2014 r. bieg rozstawny 4 × 1500 metrów znalazł się w programie imprezy IAAF World Relays.

## Rekordy

### Mężczyźni
| Rekord                     | Wynik    | Zawodnicy                                                                                      | Zawody                 | Miasto  | Data                  |
| -------------------------- | -------- | ---------------------------------------------------------------------------------------------- | ---------------------- | ------- | --------------------- |
| Rekord świata              | 14:22,22 | Kenia · Collins Cheboi · Silas Kiplagat · James Kiplagat Magut · Asbel Kiprop                  | IAAF World Relays 2014 | Nassau  | 25 maja 2014(dts)     |
| Rekord Afryki              | 14:22,22 | Kenia · Collins Cheboi · Silas Kiplagat · James Kiplagat Magut · Asbel Kiprop                  | IAAF World Relays 2014 | Nassau  | 25 maja 2014(dts)     |
| Rekord Australii i Oceanii | 14:46,04 | Australia · Ryan Gregson · Sam McEntee · Collis Birmingham · Jordan Williamsz                  | IAAF World Relays 2014 | Nassau  | 25 maja 2014(dts)     |
| Rekord Azji                | 15:10,77 | Katar · Mohamad Al-Garni · Hashim Salah Mohamed · Maaz Abdelrahman Shagag · Abubaker Ali Kamal | IAAF World Relays 2014 | Nassau  | 25 maja 2014(dts)     |
| Rekord Europy              | 14:38,8h | RFN · Thomas Wessinghage · Harald Hudak · Michael Lederer · Karl Fleschen                      |                        | Kolonia | 17 sierpnia 1977(dts) |
| Rekord Polski              | 15:02,6h | Polska · Zenon Szordykowski · Józef Ziubrak · Michał Skowronek · Henryk Wasilewski             |                        | Ateny   | 5 maja 1976(dts)      |

### Kobiety
| Rekord                     | Wynik    | Zawodniczki | Zawody                 | Miasto      | Data               |
| -------------------------- | -------- | --- | ---------------------- | ----------- | ------------------ |
| Rekord świata              | 16:27,02 | Stany Zjednoczone · (Nike/Bowerman Track Club) · Colleen Quigley · Elise Cranny · Karissa Schweizer · Shelby Houlihan |                        | Portland    | 31 lipca 2020(dts) |
| Rekord Afryki              | 16:33,58 | Kenia · Mercy Cherono · Faith Kipyegon · Irene Jelagat · Hellen Obiri                                                 | IAAF World Relays 2014 | Nassau      | 24 maja 2014(dts)  |
| Rekord Ameryki Północnej   | 16:27,02 | Stany Zjednoczone · (Nike/Bowerman Track Club) · Colleen Quigley · Elise Cranny · Karissa Schweizer · Shelby Houlihan |                        | Portland    | 31 lipca 2020(dts) |
| Rekord Australii i Oceanii | 17:08,65 | Australia · Zoe Buckman · Bridey Delaney · Brittany McGowan · Melissa Duncan                                          | IAAF World Relays 2014 | Nassau      | 24 maja 2014(dts)  |
| Rekord Azji                | 18:31,18 | Japonia |                        | Hitachinaka | 26 maja 1996(dts)  |
| Rekord Europy              | 17:51,48 | Rumunia · Claudia Mihaela Bobocea · Florina Pierdevară · Anca Maria Bunea · Lenuța Petronela Simiuc                   | IAAF World Relays 2014 | Nassau      | 24 maja 2014(dts)  |